# Quagga
|  | No s'ha de confondre amb Quaga. |

Quagga és un suite de programari lliure per poder usar la família de sistemes operatius Unix com encaminadors. Està dissenyat especialment per NetBSD, FreeBSD, Solaris i Linux. Actua com commutador del GNU Zebra, el qual al seu torn és un dimoni que s'encarrega de manejar les taules d'encaminament del nucli. Algunes de les seves funcions estan millor adaptades a Linux, és a dir, el maneja completament com el dimoni commutador que és. En el cas dels BSDs, hi ha unes quantes funcions que no maneja, és a dir, no pot aprofitar les benediccions d'aquest.